# لين جاستريمسكي
لين جاستريمسكي (الإنجليزية: Lenn Jastremski) (من مواليد 24 يناير 2001) هو لاعب كرة قدم ألماني محترف يلعب في مركز المهاجم أو الجناح الأيمن لنادي فيكتوريا كولن، على سبيل الإعارة من بايرن ميونخ الثاني.